# Gremolata

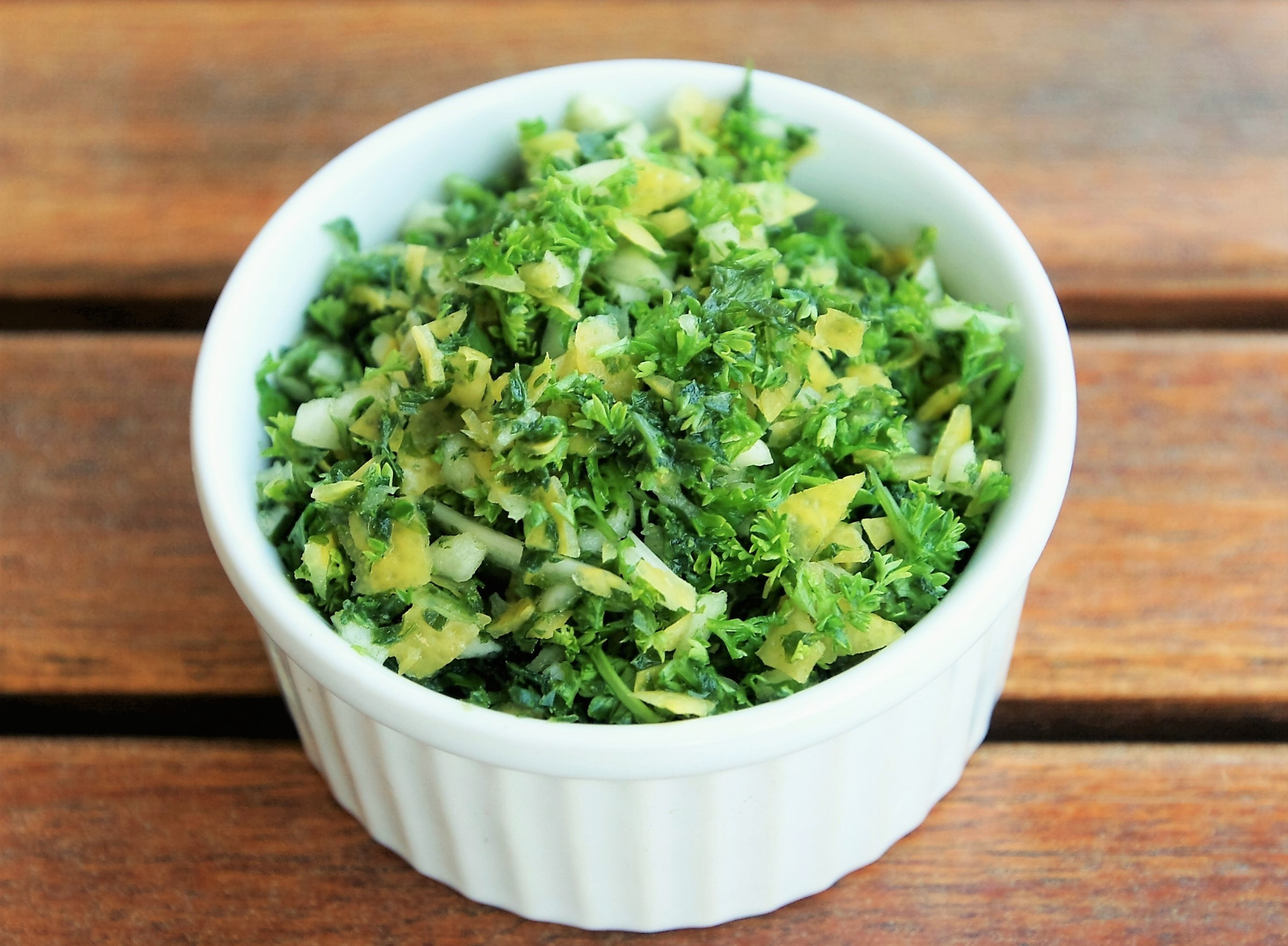
Gremolata

Gremolata – wywodzący się z włoskiej Lombardii charakterystyczny dodatek do dania ossobuco (duszona cielęcina w pomidorach i białym winie). Gremolata składa się z drobno posiekanej natki pietruszki, czosnku i skórki cytrynowej. Gremolatą można posypywać również inne potrawy, jest bogata w witaminę C.